# Park Bo-gum
Park Bo-gum (* 16. Juni 1993 in Seoul) ist ein südkoreanischer Schauspieler.

## Leben
Park wurde 1993 als jüngstes unter drei Geschwistern geboren. Während der Oberschulzeit bewarb er sich bei Talentagenturen, um Sänger zu werden. Allerdings widmete er sich mit der Zeit zunehmend dem Schauspiel. Er schrieb sich an der Myungji University an der Fakultät für Film und Musik ein. Er gab sein Schauspieldebüt 2011 in dem Thriller Blind.
Er bekam weitere Nebenrollen in dem nach Cannes zu den Filmfestspielen eingeladenen Thriller A Hard Day (2014) und dem Historienepos Der Admiral – Roaring Currents (2014), der bis heute der erfolgreichste Film an Südkoreas Kinokassen ist. Durch seine darauffolgenden Hauptrollen in den Fernsehserien Cantabile Tomorrow (2014), Reply 1988 (2015) und Love in the Moonlight (2016) wurde er sehr populär.

## Filmografie

### Filme
- 2011: Blind
- 2012: Drama Special „Still Picture“
- 2012: Runway Cop
- 2014: A Hard Day
- 2014: Der Admiral – Roaring Currents
- 2014: Twinkle-Twinkle Pitter-Patter (Kurzfilm)
- 2015: Coin Locker Girl
- 2021: The Clone – Schlüssel zur Unsterblichkeit
- 2024: Wonderland

### Fernsehserien
- 2012: Hero
- 2012: Bridal Mask
- 2013: Wonderful Mama
- 2014: Wonderful Days
- 2014: Cantabile Tomorrow
- 2015: Hello Monster
- 2015–2016: Reply 1988
- 2016: Love in the Moonlight
- 2018: Encounter
- 2020: Record of Youth
- 2025: Good Boy
- 2025: When Life Gives You Tangerines
- 2025: Good Boy